# Circleville (Ohio)
Circleville é uma cidade localizada no estado norte-americano de Ohio, no Condado de Pickaway.

## Demografia
Segundo o censo norte-americano de 2000, a sua população era de 13.485 habitantes.
Em 2006, foi estimada uma população de 13.630, um aumento de 145 (1.1%).

## Geografia
De acordo com o United States Census Bureau tem uma área de
17,4 km², dos quais 17,1 km² cobertos por terra e 0,3 km² cobertos por água. Circleville localiza-se a aproximadamente 220 m acima do nível do mar.

## Localidades na vizinhança
O diagrama seguinte representa as localidades num raio de 16 km ao redor de Circleville.